# Ренайко
Ренайко (исп. Renaico) — город в Чили. Административный центр одноимённой коммуны. Население — 5355 человек (2002). Город и коммуна входят в состав провинции Мальеко и области Араукания.
Территория коммуны — 267,4 км². Численность населения — 9123 жителя (2007). Плотность населения — 34,12 чел./км².

## Расположение
Город расположен в 118 км на север от административного центра области города Темуко и в 18 км на северо-восток от административного центра провинции города Анголь.
Коммуна граничит:
- на севере — c коммунами Насимьенто и Негрете
- на востоке — с коммуной Мульчен
- на юго-востоке — c коммуной Кольипульи
- на западе — c коммуной Анголь

## Демография
Согласно сведениям, собранным в ходе переписи Национальным институтом статистики, население коммуны составляет 9123 человека, из которых 4444 мужчины и 4679 женщин.
Население коммуны составляет 0,97 % от общей численности населения области Араукания. 19,77 % относится к сельскому населению и 80,23 % — городское население.

### Важнейшие населенные пункты коммуны
- Ренайко (город) — 5355 жителей
- Тижераль (поселок) — 1523 жителя